# Kevin Can Wait
Kevin Can Wait ist eine US-amerikanische Sitcom des Senders CBS aus dem Jahr 2016. Die Hauptrolle spielt Kevin James. Es ist für ihn die zweite Serie als Hauptcast auf CBS nach King of Queens. Die Erstausstrahlung in den Vereinigten Staaten begann am 19. September 2016 auf CBS. 
In Deutschland und Österreich wurde die Serie ab dem 20. Dezember 2016 beim Video-on-Demand-Anbieter Amazon Prime veröffentlicht.
Im Free-TV zeigt RTL Nitro seit dem 18. Juni 2018 die Serie im Vorabendprogramm. 
Am 12. Mai 2018 wurde die Serie nach zwei Staffeln abgesetzt.

## Handlung
Polizist Kevin ist frisch im Ruhestand und lebt mit seiner Frau, seinen zwei Töchtern, seinem Sohn sowie seinem Nerd-Schwiegersohn in spe in Massapequa auf Long Island. Wegen zu hoher Ausgaben muss Kevin als Securitymitarbeiter seine Pension aufstocken, doch er findet keinen angenehmen Job für sich, weswegen er mehrere Jobs annimmt und wieder kündigt. Im Laufe der Serie tauchen immer weitere Probleme auf, welche meist mit Ende der Folge gelöst sind.

## Produktion
Im Oktober 2015 wurde bekannt, dass 13 Folgen einer neuen Sitcom mit Kevin James als Hauptdarsteller von CBS bestellt wurden. Die Pilotfolge wurde am 1. April 2016 gedreht, die nachfolgenden Episoden wurden seit dem 5. August 2016 aufgenommen. Die Serie wurde ausschließlich auf Long Island, in den Gold Coast Studios in Bethpage (New York), im Nassau County gedreht.
Auf Grund guter Einschaltquoten erhielt die Serie am 17. Oktober 2016 zunächst eine sogenannte Back nine order von neun zusätzlichen Folgen. Am 6. Januar 2017 wurden noch zwei weitere Folgen bestellt, wodurch die erste Staffel insgesamt 24 Episoden umfasste.
Zwei Monate später, am 23. März 2017, verlängerte CBS die Serie um eine zweite Staffel. Diese erfuhr eine kreative Neuausrichtung. So wurde Leah Remini nach ihrem Gastauftritt in den beiden letzten Episoden der ersten Staffel im Juni 2017 zur Hauptdarstellerin befördert, während Erinn Hayes nicht mehr dem Cast angehörte. Im Dezember 2017 bestellte CBS zwei weitere Folgen, womit auch die zweite Staffel insgesamt 24 Folgen umfasste.
Die Serie wurde nach der zweiten Staffel abgesetzt.

## Besetzung und Synchronisation

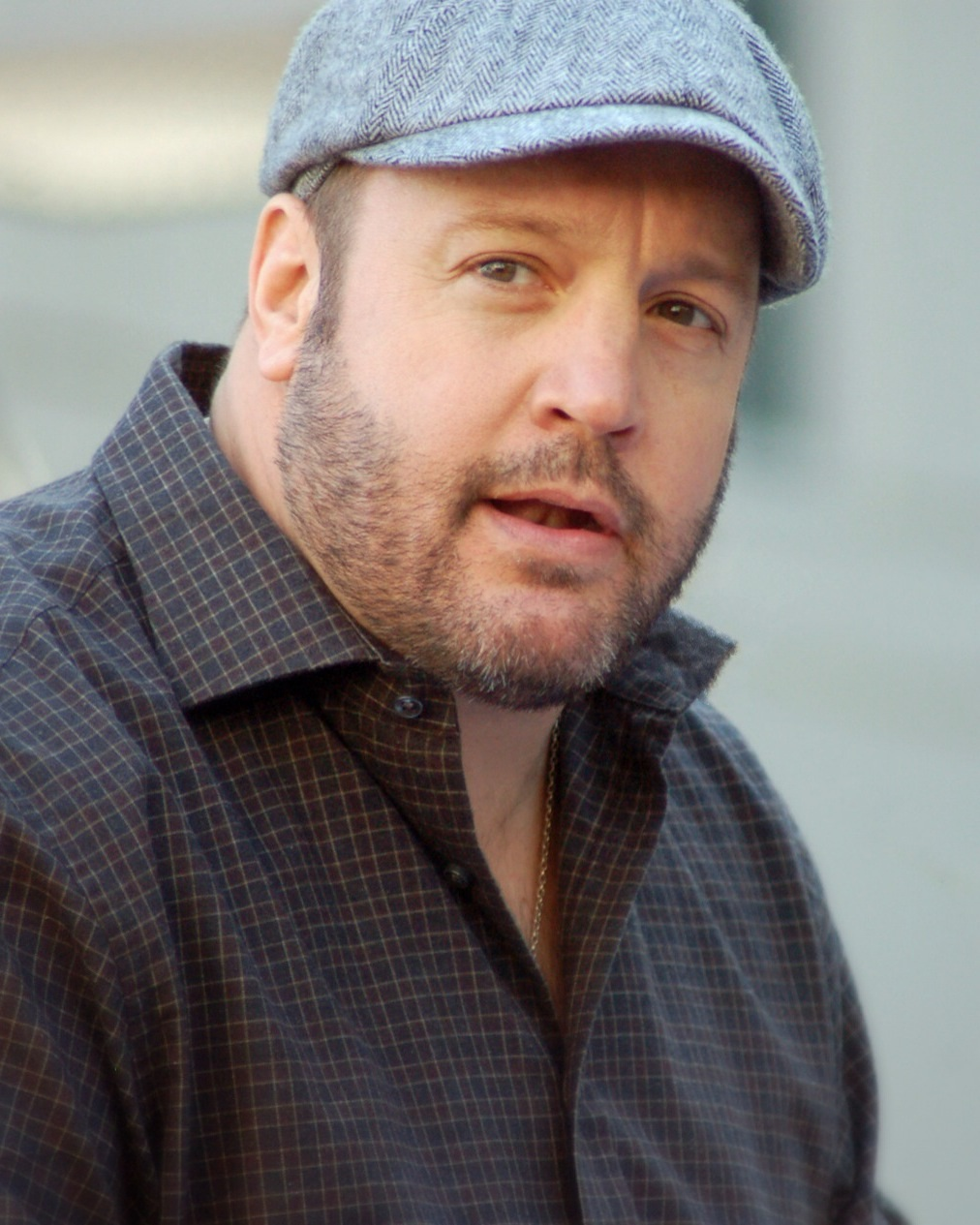
Kevin James (2011)
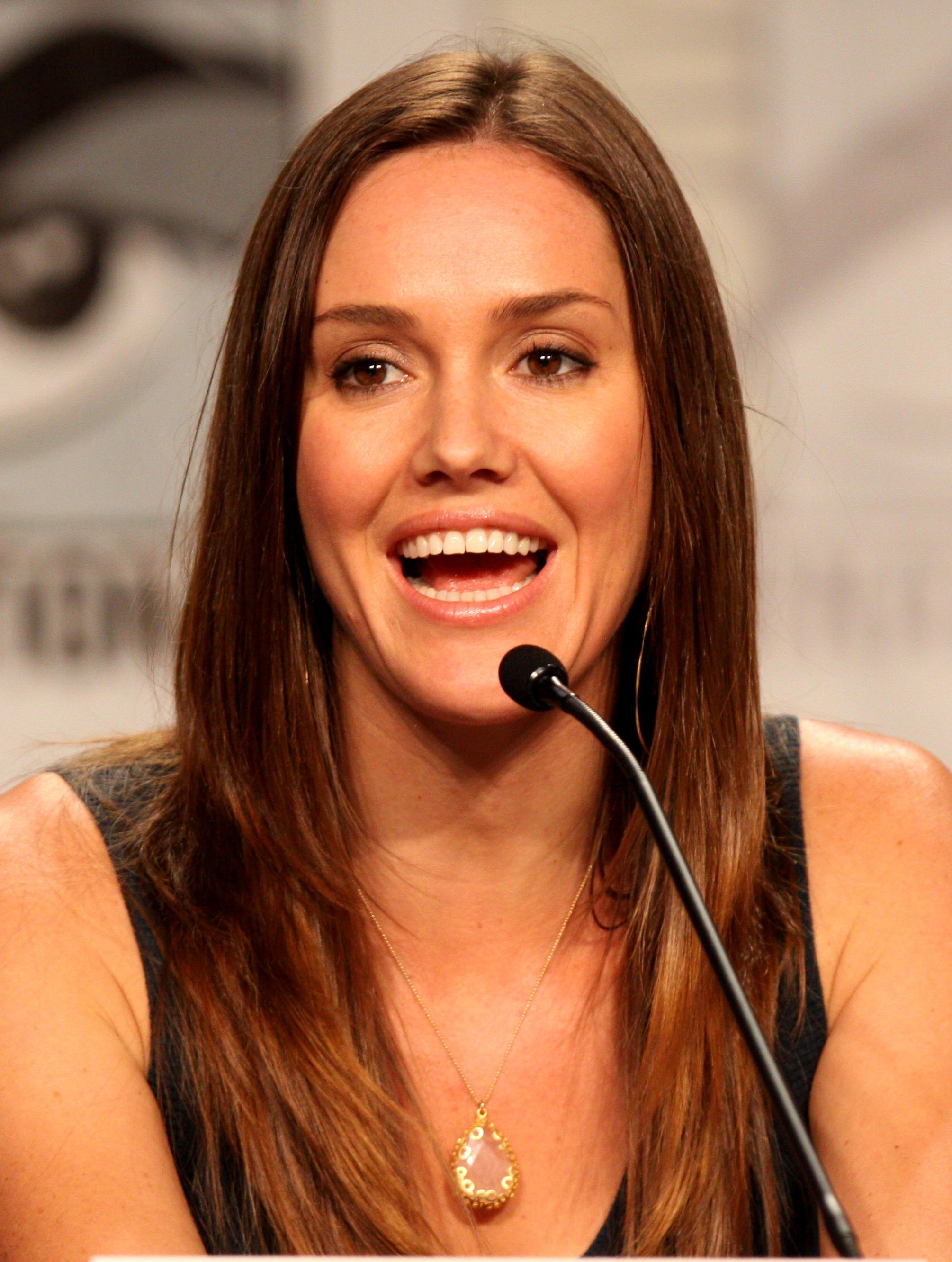
Erinn Hayes (2011)
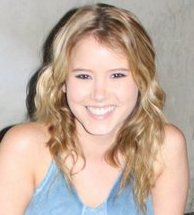
Taylor Spreitler (2010)

Die deutsche Synchronisation entstand nach einem Dialogbuch und unter der Dialogregie von Florian Kühne durch die Synchronfirma Film- & Fernseh-Synchron in München.
Hauptbesetzung
| Rollenname       | Schauspieler       | Hauptrolle (Episoden) | Nebenrolle (Episoden) | Synchronsprecher                                      |
| ---------------- | ------------------ | --------------------- | --------------------- | ----------------------------------------------------- |
| Kevin Gable      | Kevin James        | 1.01–2.24             |                       | Thomas Karallus                                       |
| Donna Gable      | Erinn Hayes        | 1.01–1.24             |                       | Shandra Schadt                                        |
| Kendra Gable     | Taylor Spreitler   | 1.01–2.24             |                       | Marcia von Rebay                                      |
| Chale            | Ryan Cartwright    | 1.01–2.24             |                       | Julien Haggége                                        |
| Sara Gable       | Mary-Charles Jones | 1.01–2.24             |                       | Valeria Ceraolo                                       |
| Jack Gable       | James DiGiacomo    | 1.01–2.24             |                       | Leonard Gaethke                                       |
| Goody            | Leonard Earl Howze | 1.01–2.24             |                       | Thomas Albus                                          |
| Duffy            | Lenny Venito       | 1.01–1.24             |                       | Matthias Klie                                         |
| Kyle Gable       | Gary Valentine     | 1.01–2.24             |                       | Robert Missler (Staffel 1), Pascal Breuer (Staffel 2) |
| Vanessa Cellucci | Leah Remini        | 2.01–2.24             | 1.23–1.24             | Madeleine Stolze                                      |

## Gastauftritte
| Rollenname   | Darsteller                                 | Episode(n)                            | Synchronsprecher                                        |
| ------------ | ------------------------------------------ | ------------------------------------- | ------------------------------------------------------- |
| Vic          | Ray Romano                                 | 1.06                                  | Hans-Georg Panczak                                      |
| Jimmy Lander | Adam Sandler                               | 1.08, 2.24                            | Dietmar Wunder                                          |
| Nick Dawson  | Chris Weidman                              | 1.08, 1.18, 1.23                      | Benedikt Gutjan                                         |
| Rootger      | Bas Rutten                                 | 1.14, 1.18–1.20, 2.03–2.08, 2.13–2.24 | Herman van Uelzen (Folge 14), Gudo Hoegel (ab Folge 18) |
| Irene        | Claire Coffee                              | 1.18                                  | Laura Maire                                             |
| Cameo        | Harry Connick Jr.                          | 1.21                                  | Claus-Peter Damitz                                      |
| Anthony Bear | Angelo Pagan (der Ehemann von Leah Remini) | 2.02                                  | Erich Räuker                                            |

## Rezeption
- Die Serie Kevin Can Wait erhielt im Allgemeinen eher negative bis gemischte Kritiken. Auf Rotten Tomatoes hat die Serie eine Bewertung von 30 Prozent, basierend auf 23 Bewertungen, mit einer durchschnittlichen Punktzahl von 3,9/10. Der kritische Konsens der Seite lautet: „Kevin James zeigt einen sympathischen, liebenswürdigen Hauptcharakter aber Kevin Can Wait baut zu sehr auf vorhersehbare, nicht lustige Witze und eine Reihe von langweiligen und glanzlosen Nebenhandlungen, um aus der Menge an vorhandenen Comedyserien hervorzustechen.“[14]
- Auf Metacritic erreicht die Serie eine Punktzahl von 39 von 100, basierend auf 17 Kritiken, unter Angabe von allgemein eher unvorteilhaften Bewertungen.[15]
- Auf Variety und The Hollywood Reporter fielen die Kritiken eher wohlwollender aus, so heißt es beispielsweise, dass die Fans von Kevin James genau das bekommen, was sie erwarten. Des Weiteren wurde geurteilt, dass man mit Kevin Can Wait durchaus seinen Spaß haben kann, wenn man es als Zuschauer schafft, sich mit der von Kevin James gespielten Figur in irgendeiner Form zu identifizieren.[16]